# Altes Höntroper Brauhaus
Altes Höntroper Brauhaus ist der Name einer Gaststätte am Wattenscheider Hellweg 155, Höntrop, Bochum. Das Haus stammt aus der Zeit um 1900 und weist an seiner Straßenseite viele Verzierungen aus Stuck an der Fassade auf. Über dem rundbogenförmigen Eckeingang befindet sich ein Erker. Es ist seit 1990 denkmalgeschützt.